# Tony Warren
Pour les articles homonymes, voir Warren.
Anthony McVay Simpson dit Tony Warren, né à Pendlebury (Lancashire) le 8 juillet 1936 et mort le 1er mars 2016, est un scénariste britannique travaillant pour la télévision, également acteur et romancier.

## Biographie
Tony Warren est principalement connu pour avoir créé et écrit les scénarios du feuilleton Coronation Street pour la chaîne de télévision ITV.

## Filmographie partielle

### Comme scénariste
- 1957 : Shadow Squad (série télévisée)
- 1960-2015 : Coronation Street (série télévisée, 8 805 épisodes)
- 1960 : Biggles (série télévisée)
- 1965 : Ferry Cross the Mersey
- 1967 : Mrs Thursday (série télévisée)
- 1968 : The War of Darkie Pilbeam (série télévisée)